# Flatholmen (Bømlo)
Pour les articles homonymes, voir Flatholmen (homonymie).
Flatholmen est une île norvégienne du comté de Hordaland appartenant administrativement à Bømlo.

## Description
Rocheuse et désertique, à fleur d'eau, elle s'étend sur environ 150 m de longueur pour une largeur approximative de 86 m. 